# Calico (Unternehmen)
Calico ist ein Biotechnologieunternehmen, das Methoden gegen die menschliche Alterung entwickelt. Es wurde 2013 vom US-amerikanischen Konzern Google Inc. gegründet.
Der Name leitet sich als Abkürzung von California Life Company ab. Calico wurde am 10. August 2015 eine Tochter der neugegründeten Holding-Gesellschaft Alphabet Inc.

## Hintergrund
Das Unternehmen wird von Arthur D. Levinson zusammen mit Robert Cohen, Hal V. Barron, David Botstein und Cynthia Kenyon geführt. Drei der vier letztgenannten waren bereits im Vorfeld im Bereich der Gentechnik beschäftigt.
2013 beschrieb Google-Mitgründer Larry Page in einem offenen Brief, das Unternehmen habe den Fokus „Gesundheit, Wohlbefinden und Langlebigkeit“.

## Geschichte
Im September 2014 gab Calico bekannt, dass sie mit dem US-amerikanischen Unternehmen AbbVie zusammenarbeiten würde, um die Forschungsarbeiten stärker auf den Alterungsprozess und altersbedingte Krankheiten fokussieren zu können. Jedes der beiden Unternehmen plant, zunächst 250 Millionen USD in die gemeinsame Forschung zu investieren mit der Option die Forschungsgelder um weitere 500 Millionen USD zu erhöhen. Ein Update zu dieser Vereinbarung wurde im Februar 2021 veröffentlicht.